# 부족수
수론에서 부족수(不足數, 영어: deficient number)는 진약수의 합(자기 자신을 제외한 양의 약수를 모두 더한 값)이 자기 자신보다 작은 자연수다.

## 부족수의 예
예를 들어, 15는 진약수의 합이 {\displaystyle 1+3+5=9<15}로 원래의 수 15보다 작기 때문에 15는 부족수다.
모든 소수(素數)는 진약수가 1뿐이므로 부족수이며, 소수의 거듭제곱인 수도 모두 부족수다. 또한 소인수의 개수가 2개뿐인 모든 홀수도 진약수의 합이 자신의 {\displaystyle {\frac {7}{8}}}배(0.875배) 보다 작은 수가 되고, 소수는 무수히 많기 때문에 합성수든 소수의 거듭제곱수가 아니든 부족수는 무수히 많이 있다.
부족수는 무수히 많이 있으며, 100보다 작은 부족수는 다음과 같다. (OEIS의 수열 A005100)
1, 2, 3, 4, 5, 7, 8, 9, 10, 11, 13, 14, 15, 16, 17, 19, 21, 22, 23, 25, 26, 27, 29, 31, 32, 33, 34, 35, 37, 38, 39, 41, 43, 44, 45, 46, 47, 49, 50, 51, 52, 53, 55, 57, 58, 59, 61, 62, 63, 64, 65, 67, 68, 69, 71, 73, 74, 75, 76, 77, 79, 81, 82, 83, 85, 86, 87, 89, 91, 92, 93, 94, 95, 97, 98, 99, …

## 관련 성질
- 소수가 아닌 부족수 (composite deficient numbers) (OEIS의 수열 A125493)

100보다 작은 부족수 중 소수(素數)를 제외한 수(= 합성수)는 다음과 같다.
4, 8, 9, 10, 14, 15, 16, 21, 22, 25, 26, 27, 32, 33, 34, 35, 38, 39, 44, 45, 46, 49, 50, 51, 52, 55, 57, 58, 62, 63, 64, 65, 68, 69, 74, 75, 76, 77, 81, 82, 85, 86, 87, 91, 92, 93, 94, 95, 98, 99, …
- 945(가장 작은 홀수 과잉수)보다 작은 홀수는 모두 부족수다.
- 81,081(10과 서로소인 가장 작은 과잉수)보다 작은 자연수 중 일의 자리가 1, 3, 7, 9인 수는 모두 부족수다.

## 같이 보기
- 완전수
- 과잉수
- 반완전수